# ダニー・チュー
ダニー・チュー（Danny Choo、簡体字: 周国栋; 繁体字: 周國棟; 拼音: Zhōu Guódòng; 粤拼: Zau1 Gwok3 Dung3; 白話字: Chiu Kok-tòng、1972年11月1日 - ）は、日本を拠点とする、アジアのポップカルチャーブロガー兼テレビパーソナリティ。チューは末永みらいで最もよく知られている。チューは2014年に独自の着せ替え人形シリーズを発表した。彼はファッションデザイナーのジミー・チュウの息子である。